# نیروگاه بادی

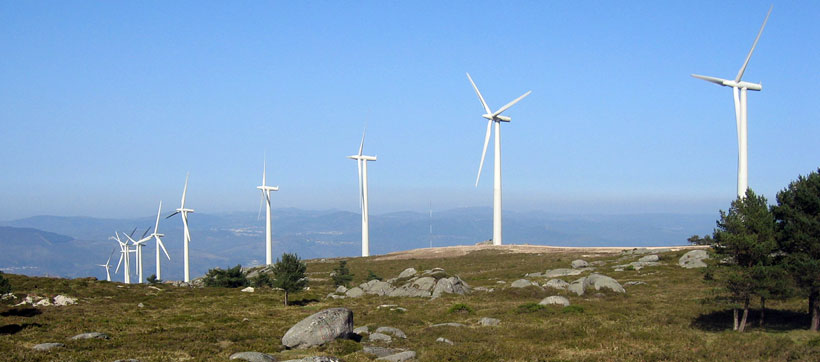
یک نیروگاه بادی در گالیسیای اسپانیا

یک نیروگاه بادی یا مزرعهٔ بادی، مجموعه‌ای از چندین توربین بادی است که در یک مکان قرار گرفته‌اند. یک نیروگاه بادی بزرگ می‌تواند شامل چندصد توربین بادی باشد. چنین مجموعه‌ای می‌تواند بر روی دریا قرار گرفته باشد.
کشور ایران از لحاظ منابع مختلف انرژی یکی از غنی‌ترین کشورهای جهان محسوب می‌گردد، چرا که از یک سو دارای منابع گسترده سوختهای فسیلی و تجدید ناپذیر نظیر نفت و گاز است و از سوی دیگر دارای پتانسیل فراوان انرژی‌های تجدید‌پذیر از جمله باد می‌باشد. با توسعه نگرش‌های زیست‌محیطی و راهبردهای صرفه جویانه در بهره‌برداری از منابع انرژی‌های تجدید ناپذیر، استفاده از انرژی باد در مقایسه با سایر منابع انرژی مطرح در بسیاری از کشورهای جهان رو به فزونی گذاشته‌است. استفاده از تکنولوژی توربین‌های بادی به دلایل زیر می‌تواند یک انتخاب مناسب در مقایسه با سایر منابع انرژی تجدید پذیر باشد.
- قیمت پایین توربین‌های برق بادی در مقایسه با دیگر صور انرژی‌های نو
- کمک در جهت ایجاد اشتغال در کشور[۱]

بزرگ‌ترین نیروگاه بادی دنیا، نیروگاه بادی گانسو در استان گانسوی جمهوری خلق چین با توان نامی ۷۹۶۵ مگاوات است. با توسعه این نیروگاه، برآورد می‌شود که توان تولیدی آن به ۲۰۰۰۰ مگاوات افزایش یابد. این نیروگاه، یکی از شش نیروگاه بادی‌ای است که دولت چین با سرمایه‌گذاری ۱۷.۵ میلیارد دلاری جهت رسیدن به هدف تولید ۱۰۰ گیگاوات انرژی بادی، تاسیس کرده است.
در سال ۲۰۰۶ برای اولین بار در اتحادیهٔ اروپا رشد تولید برق از انرژی‌های نو بیش از رشد تولید برق از منابع فسیلی بود. از سال ۱۳۷۹ تا ۱۳۸۶ شمسی، ظرفیت تولید برق بادی جهان از ۱۸۰۰۰ مگاوات به ۹۲۰۰۰ مگاوات افزایش یافته‌است. از سال ۲۰۰۰ تاکنون این صنعت سالانه ۲۵٪ رشد کرده و هر سه سال دو برابر شده‌است و این در شرایطی است که رشد اقتصاد جهانی از یک تا دو درصد در سال بیشتر نیست.

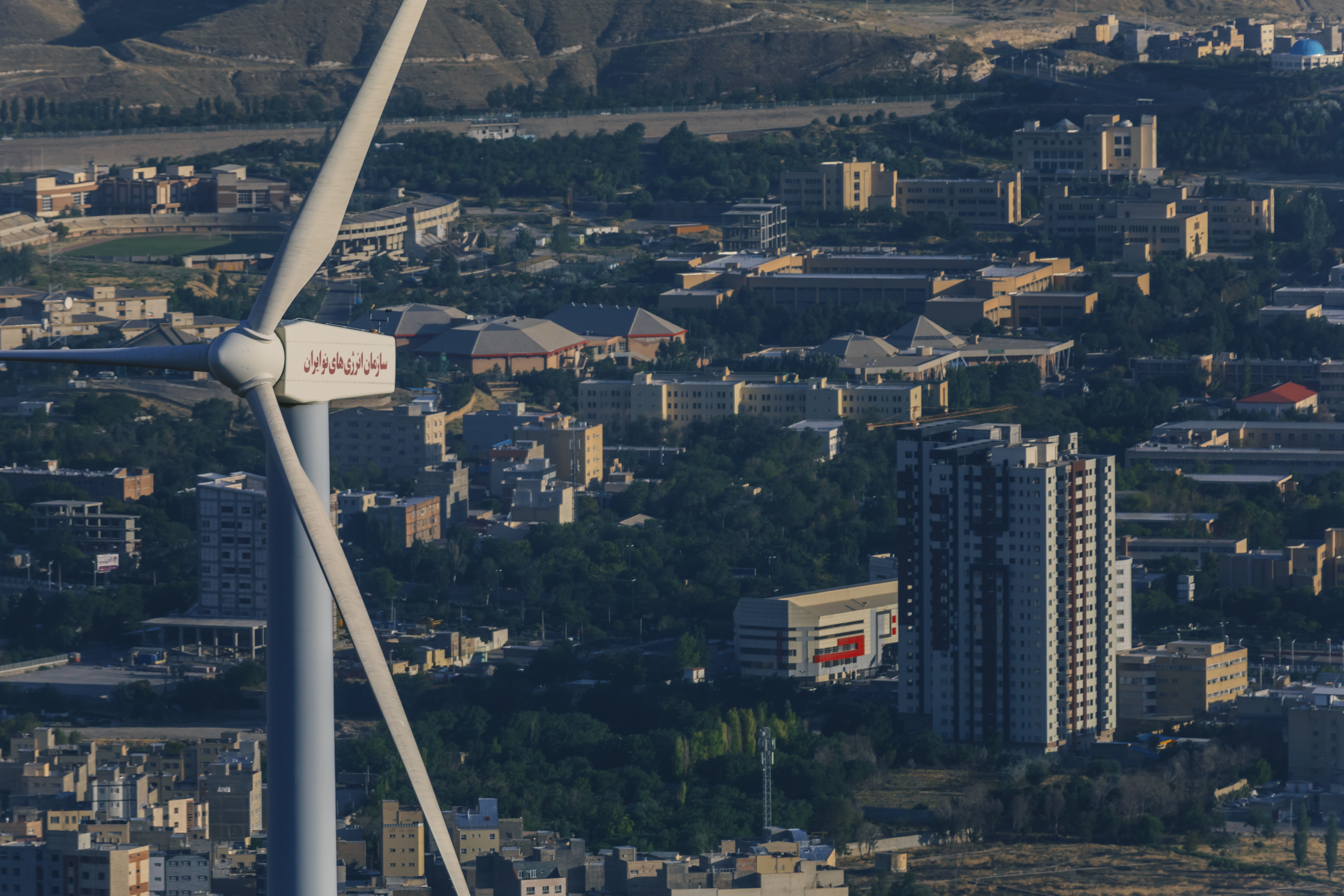
توربین های بادی بر بلندای کلانشهر تبریز

## عوامل مهم در انتخاب محل استقرار توربین‌های بادی
موارد مهم جهت شناسایی یک منطقه مستعد برای نصب توربین‌های بادی عبارتند از:
- استقرار ماشین‌های بادی در مکان‌هایی که مقدار انرژی تولید شده جوابگوی مصرف باشد.
- پرهیز از مکان‌هایی که سبب مخاطره توربین‌های بادی می‌شود. مثل اغتشاش، یخبندان، موانع، ذرات شن و نمک در هوا، نامسطح بودن و شیب زمین که سبب افزایش قیمت نگهداری توربین، کوتاهی عمر و افت انرژی تولیدی خواهد شد
- اقتصادی بودن انرژی تولیدی در مقایسه با انرژی‌های دیگر.[۱۰]

دراحداث نیروگاه بادی پیدا کردن محل سایت عامل بسیار مهمی است تا حداکثر بهره‌برداری را از نیروی باد بدست آورد.
اطلاعات اولیه برای احداث نیروگاه بادی بینالود توسط ایستگاه هواشناسی حسین‌آباد آغاز گردید و کارهای مقدماتی آن از سال ۷۴ شروع شد. اطلاعات بدست آمده از ایستگاه در اختیار مهندسین قرار داده شد و پس از مطالعات فراوان سر انجام محل فعلی برای احداث انتخاب گردید.
تونل بادی که در این منطقه وجود دارد از امام تقی آغاز و تا کویر سبزوار ادامه دارد و محل احداث نیروگاه در دهانه این تونل است و بیشترین بهره‌برداری را از نیروی باد می‌کند.
نکته مهم بعدی پس از انتخاب محل نحوه چیدمان واحدها است تا بتوان حداکثر استفاده را از نیروی باد کرد. از چندین طرح ارائه شده سرانجام چیدمان ۱۰×۶ انتخاب گردید.
در فاز اول ۴۳ واحد از ۶۰ واحد با پستی به بهره‌برداری برسد. قدرت هر واحد ۶۶۰ ولت است. از ۴۳ واحد فوق ۵ واحد از خرداد ۸۳ به بهره‌برداری رسیده و مابقی در حال نصب و راه اندازی است.
واحدها با مشارکت ایران و چند کشور خارجی از جمله آلمان و دانمارک به بهره‌برداری رسیده به طوری که ۶۰ درصد تولید داخل و ۴۰ درصد تولید خارج است. کل برق تولید شده توسط واحدها توسط کابل به پست (۱۳۲/۲۰) برده می‌شود و توسط آن به شبکه اصلی منتقل می‌گردد.
خروجی هر واحد ۶۰۰ و توسط ترانسفورماتورهای مجزا به ۲۰۰۰۰ تبدیل می‌گردد.
در سطح سایتهای شناخته شده در سطح جهان دو سایت متمایز وجود دارد: سایت آلتامونت پاس کالیفرنیا که بیش از ۷۰۰۰ توربین دارد و حدود ۲ مگا ولت انرژی تولید می‌کند و دیگری سایت بینالود. وجه تمایز این دو سایت در این است که در تابستان بیشتر باد می‌آید و در نتیجه تولیدی این دو سایت در تابستان که پیک مصرف است پیک تولید هم است.

## بخش‌بندی
یک واحد خود از ۴ قسمت اصلی تشکیل شده‌است:
1. امبیدر سیلندر (سیلندر مدنون)
2. برج (تحتانی و فوقانی)
3. نافل (ماشین فونه)
4. نویز کون (دماغه)

ژنراتور نیروگاه‌های بادی از نوع آسنکرون می‌باشند.
در ژنراتور آسنکرون بر خلاف سنکرون لغزش می‌تواند بین ۳ تا ۵ درصد باشد و در کار ژنراتور اختلالی به وجود نیاورد؛ ولی نکته مهم در اینجا انرژی بسیار متغیر باد است که دائماً در حال تغییر است و متناسب با آن دور تغییر می‌کند. لغزش مجاز این ژنراتورها ۱۰ درصد است.
برای کارایی بهتر لازم است تا ولتاژ القایی در روتور ثابت نگه داشته شود برای این کار از سه مقاومت متغیر ۱ اهمی استفاده می‌شود به طوری که این مقاومتها روی هر فاز قرار می‌گیرند و توسط یک مدار کنترلی به‌طور اتومات تغییر می‌کنند.
برای انتقال انرژی باد به ژنراتور از مین گیربکس استفاده می‌گردد.
عموماً توربین‌های بادی از لحاظ دور به سه دسته تقسیم می‌شوند:
1. دور ثابت
2. دور متغیر
3. دو دوره توربین‌های این نیروگاه از نوع دور ثابت هستند.

دور پره ۲۸ دور در دقیقه و دور ژنراتور ۱۶۰۰ دور در دقیقه است. گیربکس طوری طراحی گردیده‌است که ورودی آن متغیر ولی خروجی آن ثابت باشد.
اگر باد از مقدار معینی بیشتر گردد تولید برق به‌طور اتومات قطع می‌گردد به‌طوری که اگر سرعت باد ۵ متر در ثانیه(۱۸ کیلومتر در ساعت) باشد تولید شروع می‌گردد و در ۱۶ متر بر ثانیه(۵۷٫۶ کیلومتر در ساعت) تولید حداکثر است و نهایتاً در ۲۵ متر در ثانیه(۹۰ کیلومتر در ساعت) تولید به‌طور اتومات قطع می‌گردد تا به اجزا واحد آسیب نرسد.
البته شرایط بالا با شرط ایزو می‌باشند (فشار ۱ اتمسفر و دمای ۲۵ درجه) و در جوی سایت بینالود (۱۵۵۰ متر ارتفاع از سطح دریا) فول تولید در سرعت ۱۴ متر در ثانیه(۵۰٫۴ کیلومتر در ساعت) بدست می‌آید.

## اندازه توربین‌های بادی

### توربین‌های کوچک
توربین‌های کوچک قادرند ۵۰ تا ۷۰ کیلو وات انرژی تولید کنند اندازه هر پره از ۰.۵ متر تا ۷.۵ متر می‌باشد و روی دایره‌ای به قطر ۱ تا ۱۵ متر می‌چرخند. توربین‌های بادی کوچک اصولا در جاهای پرت و جاهایی که برق رسانی به آنها به صرفه نیست به کار می‌روند.

### توربین‌های متوسط
قطر دایره چرخش ۱۵ تا ۶۰ متر است و توان تولیدی ۵۰ تا ۱۵۰۰ می‌باشد انواع متداول آنها بین ۵۰۰ تا ۷۵۰ کیلووات برق تولید می‌کند و کاربرد آنها در ژنراتورهای بادی تجاری می باشد.

### توربین‌های بزرگ
قطر دایره چرخش پره‌ها ۶۰ تا ۱۰۰ متر است. توان تولیدی بین ۲ تا ۳ مگاوات بوده و صرفه اقتصادی توربین‌های بزرگ و قابلیت اطمینان آنها در مقابل توربین‌های متوسط به مراتب کمتر است.

## شرایط راه اندازی و تولید
در زمان راه اندازی ژنراتور ابتدا به صورت موتور به را می‌افتد و تا زمانی که سرعت آن به سنکرون برسد ادامه دارد. در این زمان تغذیه موتور قطع می‌گردد و به صورت ژنراتور به کار خود ادامه می‌دهد.

### پره‌ها
پره‌ها طوری طراحی شده‌اند که به‌طور اتومات تا ۹۰ درجه تغییر پیدا می‌کنند (پیچ کنترل)
کلاً برای توقف و ترمز واحدها دو روش وجود دارد: در نوک پره‌ها پره‌ای دیگر موجود است (پره آیرودینامیکی) که از نوک پره اصلی فاصله دارد و تغییر حالت آن موجب توقف پره‌های اصلی می‌گردد (ترمز دینامیکی)

#### پیچ کنترل
در این سیستم تمام پره تغییر وضعیت می‌دهد و نسبت به روش قبلی مدرنتر است. برای بهره‌برداری کامل پره طوری قرار می‌گیرد که بیشترین سطح تماس را با باد داشته باشد و همچنین در مواقعی که طوفان است یا به خاطر سرویس نباید واحد به کار خود ادامه دهد پره‌ها طوری قرار می‌گیرند که کمترین سطح تماس را با باد داشته باشند.
در نیروگاه‌های بادی بر خلاف نیروگاه گازی انرژی ورودی در اختیار ما نیست بلکه برای کنترل شرایط بایستی از وضعیت پره‌ها استفاده کنیم.
اتاقک یا ژنراتور می‌تواند ۳۶۰ درجه به دور خود گردش کند و کابل ارتباط دهنده آن طوری است که می‌تواند تا ۴ دور به دور خود بپیچد و پس از آن به‌طور اتومات بازمی‌گردد.
تمام فرمان‌های اجرایی به واحد توسط واحد کنترلی کوچکی که در بالای اتاقک است انجام می‌گیرد و از سنسورهای مختلفی تشکیل شده‌است و پارامترهای مختلف را تحت کنترل دارند.
در هنگام طوفان که سرعت باد بسیار زیاد است واحد کنترل به یاو موتورها فرمان داده و آن‌ها با چرخش ژنراتور به حول خود باعث می‌شوند تا ژنراتور در حالت پشت به باد قرار گیرد و از طوفان در امان باشد.
تمام قسمت‌های کنترلی به صورت اتومات انجام می‌گردد و اپراتور فقط بر کارکرد قسمت‌ها نظارت دارد و تمام اطلاعات به‌طور لحظه‌ای ثبت می‌گردد و در حافظه کامپیوتر ذخیره می‌گردد.
تغییر دور ژنراتور بین ۱۵۰۰ تا ۱۶۵۰ دور است و تغییر دور پره بین  ۲۸ تا ۳۰ دور است.

### پیگیری آسیب‌های توربین های بادی
بازرسی‌های سنتی تجهیزات انرژی تجدیدپذیر از جمله توربین های بادی بسیار دشوار پرهزینه و زمان‌بر است‌. در نتیجه شرکت هایی که از روش های قدیمی استفاده می کنند گاهاً فقط می‌تواند سالانه این تجهیزات را چک کنند.
اما با وجود کوادکوپترها و تصویربرداری هوایی انجام این بازرسی ها بسیار آسان تر و کم هزینه تر می شود به گونه ای که می توان هر ماه یا هر سه ماه یکبار بازرسی‌های منظمی از توربین‌های بادی انجام داد تا در صورت تخریب های احتمالی به دلایل مختلف به کل مجموعه آسیبی وارد نشود و سایر تجهیزات به دلیل ماندگاری طولانی یک نقص در سیستم آسیب نبیند. عدم انجام بررسی های دوره ای می تواند تا ۷۵ درصد راندمان کار را کاهش دهد. 